# Раунд Маунтин (Тексас)
Раунд Маунтин (енгл. Round Mountain) град је у америчкој савезној држави Тексас. По попису становништва из 2010. у њему је живело 181 становника.

## Демографија
Према попису становништва из 2010. у граду је живело 181 становника, што је 70 (63,1%) становника више него 2000. године.
| Група             | 2000.      | 2010.       |
| Белци             | 87 (78,4%) | 147 (81,2%) |
| Афроамериканци    | 0 (0,0%)   | 3 (1,7%)    |
| Азијати           | 0 (0,0%)   | 5 (2,8%)    |
| Хиспаноамериканци | 20 (18,0%) | 21 (11,6%)  |
| Укупно            | 111        | 181         |